# Чапаєвське (Казахстан)
Чапа́євське (каз. Чапаев) — село у складі Жаксинського району Акмолинської області Казахстану. Адміністративний центр та єдиний населений пункт Чапаєвського сільського округу.
Населення — 226 осіб (2021; 526 у 2009, 810 у 1999, 984 у 1989).
Національний склад станом на 1989 рік:
- росіяни — 32 %;
- німці — 20 %.

У радянські часи село називалось також Чапаєвський.